# Xolelwa Nhlabatsi
Xolelwa „Ollie“ Nhlabatsi (geb. ca. 1987) ist ein Filmemacher aus Eswatini in Südafrika.

## Leben

### Jugend
Nhlabatsi wurde in Mbabane, Eswatini, geboren. Er hat eine Zwillingsschwester. Mit seiner Familie zog er als Kind nach Washington, D.C., dann nach Ottawa, Kanada, und, als er ein Teenager war, schließlich nach Johannesburg. Nhlabatsi erwarb einen Bachelor of Arts in Film & Television an der University of the Witwatersrand. Er arbeitete als Post-Production-Assistant bei Clive Morris & Bonngoe Productions. Dann fand er einen Job bei der BBC als Produktionskoordinator, bevor er seine eigene Produktionsfirma gründete, Blackweather. Er hat verschiedene Reality-TV-Shows produziert und verschiedene Werbefilme sowie Firmenvideos beispielsweise für E! und BET. Den Fernsehfilm Ke’Jive produzierte er für den Fernsehkanal Mzansi Magic.
2015 produzierte Nhlabatsi die Schwarze Komödie Lost in the World, welche von einer Polizistin (Honey Makwakwa) handelt, deren Leben auf den Kopf gestellt wird, als ihre Lebensgefährtin vergewaltigt und ermordet wird. In der Folge kämpft sie darum die Täter zu überführen. Nhlabatsi wurde zu diesem Film durch Kanye Wests Song „Lost in the World“ aus dem Album My Beautiful Dark Twisted Fantasy inspiriert und gestaltete seine Hauptrolle, Whitney, nach Helen Mirrens Darstellung der Jane Tennison in der Fernsehserie Prime Suspect. Der Film wurde beim Independent Mzansi Short Film Festival und beim Thessaloniki International LGBTQ Film Festival aufgeführt und für den Baobab Award für den Besten Kurzfilm bei Film Africa in London nominiert. Ursprünglich sollte der Film von einem heterosexuellen Paar handeln, aber Nhlabatsi wollte dem Film zusätzlich Bedeutung geben. Während er am Drehbuch arbeitete, unterstützte Nhlabatsi mehrere ausländische Journalisten, die zu Corrective rape (Korrekturvergewaltigung) recherchierten. Es gibt die Vorstellung, Lesben durch Vergewaltigung heterosexuell zu machen.
2019 produzierte Nhlabatsi den Science-Fiction-Film Into Infinity. Der Film berührt das Thema des Lebens nach dem Tod. Die Studentin Katherine “Kit” Makena möchte dessen Existenz beweisen. „We are idealists. We want to show the local unique tales and struggles“ („Wir alle sind Idealisten. Wir wollen die lokalen einzigartigen Geschichten und Kämpfe zeigen“), sagte Nhlabatsi.

## Filmografie
- 2012: Ke’Jive
- 2015: Lost in the World
- 2016: New Queer Visions: Lust in Translation
- 2019: Into Infinity (Produzent, Schauspieler)